# Louisa (Kentucky)
Louisa város az Amerikai Egyesült Államok Kentucky államában, Lawrence megyében, melynek megyeszékhelye is. Lakosainak száma 2679 fő (2020. április 1.).

## Népesség
A település népességének változása:

| 2010 | 2 467 |
| 2020 | 2 679 |